# District de Vaskiluoto
Vaskiluoto est une île de 2,5 km2 à Vaasa en Finlande.
Elle forme le district de Vaskiluoto  (finnois : Vaskiluodon suuralue) qui est l'un des douze districts de Vaasa en Finlande.

## Description
En fin 2017, le district de Vaskiluoto compte 338 habitants (31 décembre 2017).
Il regroupe les quartiers suivants :
- Satama
- Sokeri
- Niemeläntie

Vaskiluoto abrite le port extérieur de Vaasa, d'où les navires de Vaasanlaivat assurent un trafic régulier toute l'année vers Umeå en Suède.
Vaskiluoto compte un camping, des hôtels et le parc aquatique Tropiclandia et autrefois le parc d'attractions Wasalandia. 
Vaskiluoto abrite aussi les installations de production de Cultor Oy et les centrales électriques de Vaskiluoto.